# Mehlinger Heide
Die Mehlinger Heide bei der pfälzischen Ortschaft Mehlingen ist die größte Heide Süddeutschlands.

## Entstehungsgeschichte

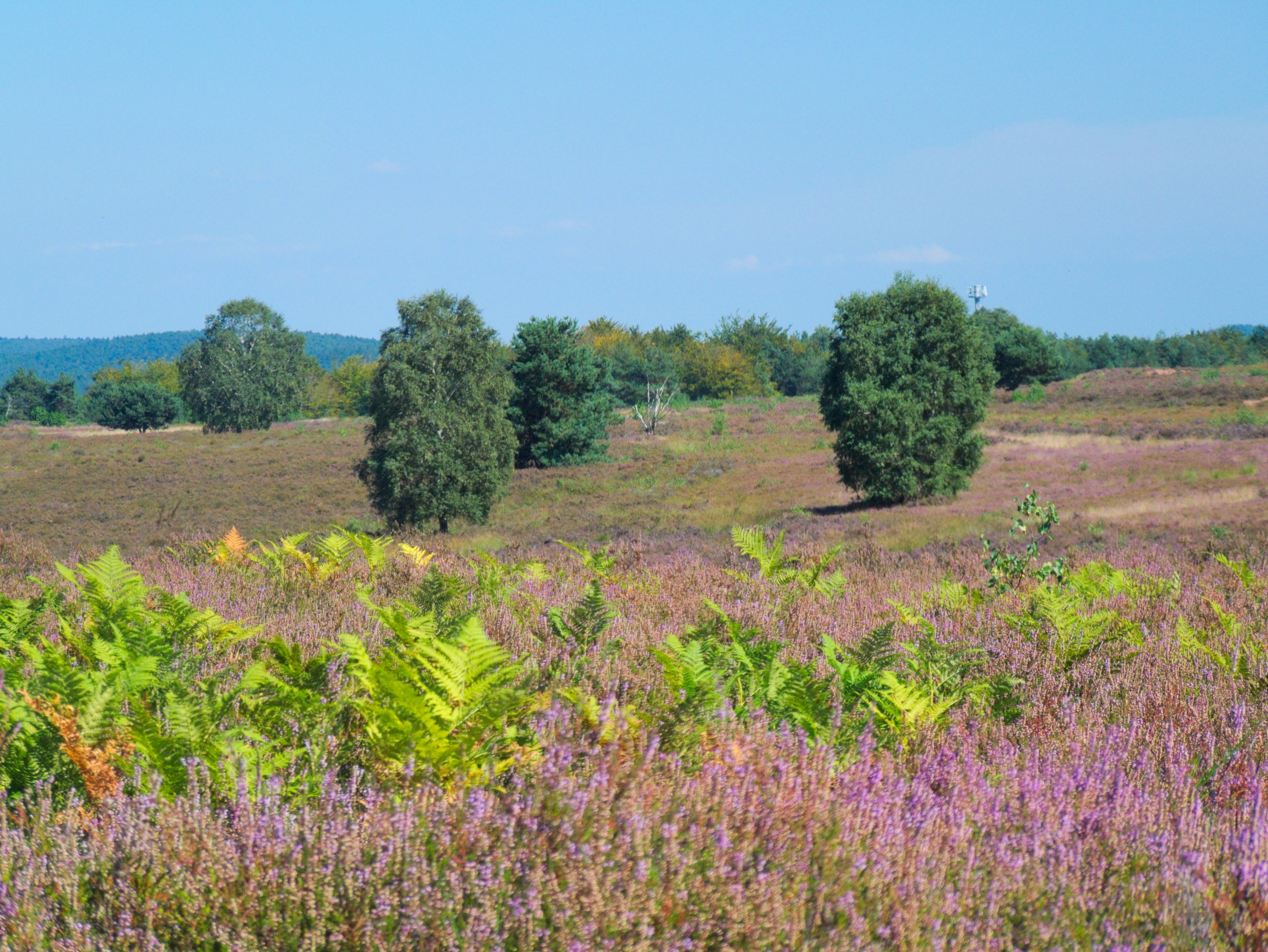
Heideblüte im NSG

Das Gebiet um Mehlingen war bis 1912 vollständig mit Wald bedeckt. Der Wald diente damals nicht nur der Holzgewinnung, sondern auch
- der Streugewinnung für das Vieh im Stall
- als Weide
- zum Brennholz sammeln und
- zum Sammeln von Tannenzapfen, die zur Samenstation nach Otterberg gebracht wurden.

Aus Protokollbüchern der Gemeinde Neukirchen geht hervor, dass damals regelrecht Raubbau in den Wäldern betrieben wurde und das Forstamt deshalb in Sorge war um den Waldbestand. In dem Sitzungsprotokoll vom 18. März 1886 steht:

„Das Forstamt Otterberg hat aber in letzter Zeit das ihm unterstellte Schutzpersonal angewiesen, das holen der Heide für die Zukunft zu protokollieren und sind in letzter Zeit welche wegen derartiger Fälle empfindlich an Geld bestraft worden, was selbstverständlich großartige Unzufriedenheit hier hervorgerufen hat“

1912 musste ein 92 Hektar großes Gebiet auf dem Kleinen Fröhnerhof als Exerzierplatz an die Heeresstandortverwaltung in Kaiserslautern abgetreten werden. Die Gemeinde erzielte durch den vorherigen Verkauf von Eichen und Buchen einen Gewinn von 74.000 Reichsmark.
1937 wurde mit der Abholzung auf dem Großen Fröhnerhof begonnen. Bereits 1938 fanden die ersten Truppenübungen statt. Der militärische Übungsbetrieb mit ständigen Bodenverletzungen förderte die Entstehung der Heide. Es bildete sich ein Mosaik aus vegetationsfreien Sandflächen, Grasfluren, Strauchheiden und Waldbeständen.

## Truppenübungsplatz
Teile des Gebiets der Mehlinger Heide waren schon zur Zeit des Ersten Weltkrieges als Truppenübungsplatz angelegt. Ab dem Jahr 1937 wurde das Gelände durch die Wehrmacht wieder genutzt. Nach dem Ende des Zweiten Weltkriegs übernahmen 1945 die in Kaiserslautern stationierten französischen Besatzungsstreitkräfte den Truppenübungsplatz. Ein Teil davon wurde von den US-Streitkräften, deren Basen Ramstein Air Base und Sembach nicht weit entfernt sind, zunächst als Raketenbasis für Boden-Boden-Raketen vom Typ MGM-13A Mace, danach durch Fernmeldeeinheiten genutzt. Nach dem Ende des Kalten Krieges zu Beginn der 1990er Jahre wurde die französische Garnison aufgelöst und der Übungsplatz im Jahr 1992 an Deutschland zurückgegeben. Die Rückgabe der US-Flächen erfolgte zwei Jahre später, im Jahr 1994.

## Naturschutzgebiet
Das „Naturschutzgebiet Mehlinger Heide“ gliedert sich in den „Großen Fröhnerhof“ und den „Kleinen Fröhnerhof“. Es hat eine Fläche von rund 410 Hektar und umfasst Teile der Gemarkungen Mehlingen, Baalborn und Neukirchen. Die eigentliche Heidelandschaft umfasst 150 ha und ist damit das größte deutsche Heidegebiet außerhalb Norddeutschlands. Der größte Teil der Heide liegt auf der Gemarkung von Baalborn.
Bereits kurz nach der Rückgabe im Jahr 1992 leitete das Umweltministerium des Landes Rheinland-Pfalz Maßnahmen ein, das Gebiet auf Grund der besonderen Tier- und Pflanzenwelt, die sich als Folge der militärischen Nutzung eingestellt hatte, unter Schutz zu stellen.

Durch die Suche nach einer für Mehlingen akzeptablen Trassenführung der zu dieser Zeit projektierten Autobahn A 63 dauerte es allerdings bis zum Jahr 2001, ehe die Rechtsverordnung über das „Naturschutzgebiet Mehlinger Heide“ erlassen werden konnte.

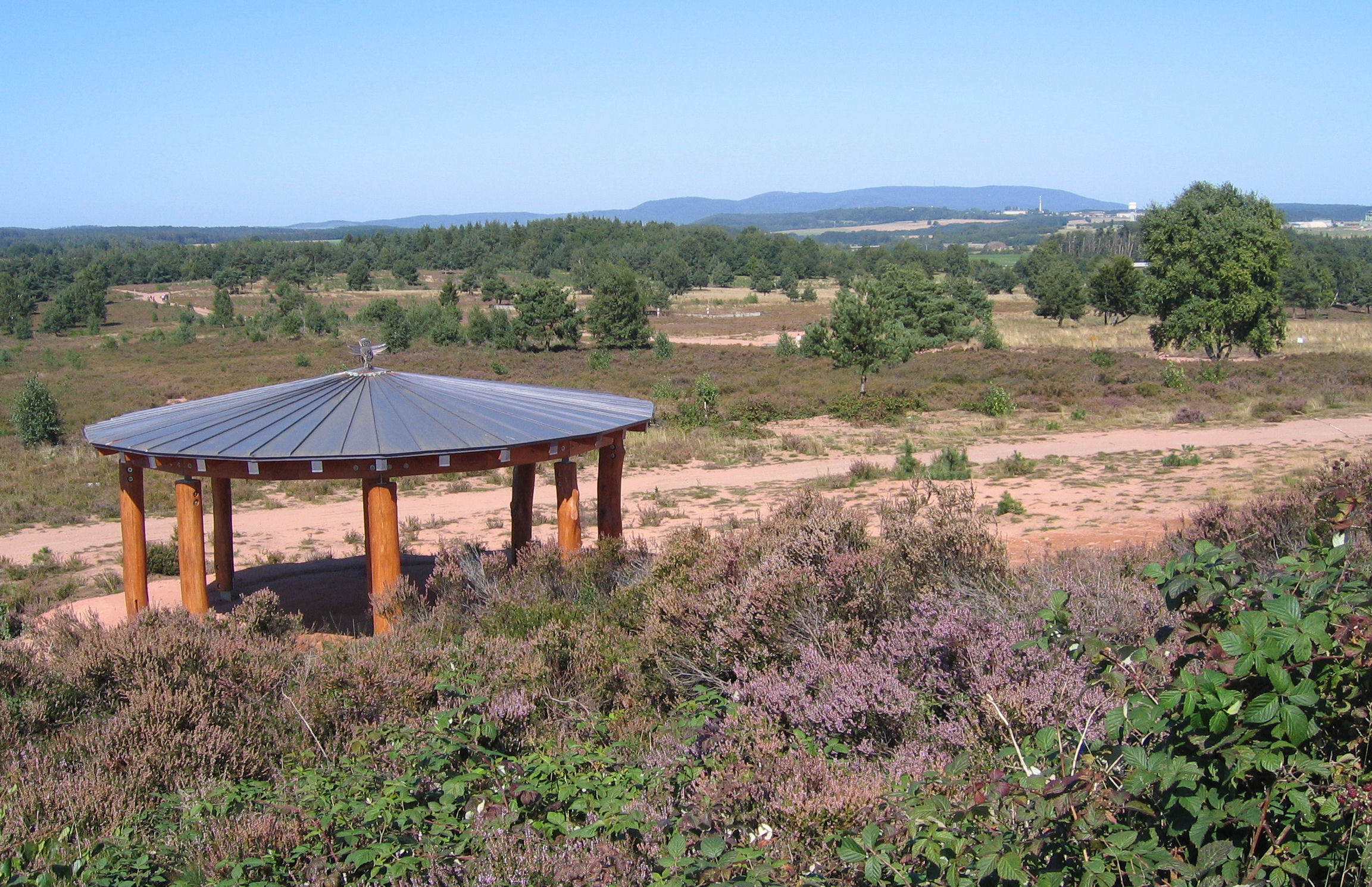
„Höhe 325“

Aus Gründen des Naturschutzes, und wegen der immer noch bestehenden Gefahr durch Munitionsreste ist das Betreten des Geländes nur auf zwei gekennzeichneten Hauptwegen erlaubt. Andererseits wurde auf der „Höhe 325“ eine Aussichtsplattform errichtet, deren achteckige Holzkonstruktion mit begrüntem Dach von einer ähnlichen Konstruktion des Biosphärenhauses Fischbach beeinflusst ist.
Ziel des Naturschutzgebiets ist die Erhaltung von Zwergstrauchheiden und Borstgrasrasen mit offenen Sandflächen und Sandrasen sowie temporären Kleingewässern, von Magerrasen mit offenen Sandflächen und einem Teich. Insbesondere soll das Brutgebiet für Heidelerche, Ziegenmelker sowie der Lebensraum seltener Heuschrecken, Schmetterlinge, Hautflügler und Libellen geschützt werden.